# Переможці Національного конкурсу «Благодійна Україна»
Переможці Національного конкурсу «Благодійна Україна»

## «Благодійна Україна— 2017»

### Колективні номінації
1. Благодійність великого бізнесу — Burisma Group (м. Київ)
2. Благодійність середнього бізнесу — ТОВ «ВІВАД-09»
3. Благодійність малого бізнесу (в тому числі фізична особа — підприємець) — Agency 21 (м. Київ)
4. Корпоративна благодійність — Відокремлений підрозділ «Южно-Українська атомна електростанція» Державного підприємства "Національна атомна енергогенеруюча компанія «Енергоатом»
5. Колективне волонтерство — Громадська організація "Волонтерський Рух «Батальйон Сітка» (м. Київ)
6. Всеукраїнська благодійність (в тому числі міжнародний) благодійний фонд (організація) — (два перших місця) Міжнародний благодійний фонд «Таблеточки», надання благодійної допомоги дітям, які страждають на гематологічні, онкологічні, імунологічні та інші важкі захворювання, та їх сім'ям[1] та Благодійна організація "Всеукраїнський благодійний фонд «Допомагати просто!».
7. Регіональна благодійність  — Міжнародна громадська організація "Асоціація милосердя «Еммануїл» (м. Київ)
8. Благодійність в культурі та мистецтві — Громадська організація "Центр української пісні «Народна філармонія»
9. Благодійність в охороні здоров'я — Благодійний проєкт «Підтримка лікарень України» (Україна, США), багаторічна системна допомога медичним закладам України
10. Благодійність в освіті та науці — Благодійна організація «Благодійний фонд соціального розвитку Харківської області» (м. Харків)
11. Благодійність в соціальній сфері — Міжнародний Благодійний Фонд Карітас України (м. Київ)
12. Молодіжна та дитяча благодійність — Світова управа Спілки української молоді (США, м. Київ)
13. Благодійність в захисті України — Благодійний фонд «Бердичівський Благодійний Фонд „Оберіг-26“»
14. Благодійність неурядового сектору — Вінницька обласна правозахисна організація «Джерело надії» (м. Вінниця)
15. Благодійна акція (проєкт, програма) року — Уфонд

### Індивідуальні номінації
1. Волонтер: фізична особа — Шахарьянц Армен
2. Громадянська благодійність — Залізний Петро (Житомирська область)
3. Меценат року — Тигов Олександр Олександрович

### Спеціальні номінації
- Народний благодійник — Араїк Мкртчан (м. Черкаси)
- Благодійність у медіа — Проєкт «Здійсни мрію». Благодійна організація «Ти не один» Благодійний Фонд 1+1 медіа", привернення уваги до проблем хворих та нужденних, збір коштів на їх потреби.
- Благодійник: допомога з-за кордону  — EuroMaidan NRW e.V. (Німеччина).

### Спеціальні відзнаки Оргкомітету
- За багаторічну успішну та унікальну діяльність в благодійній сфері — Міжнародний благодійний фонд «Українська Біржа Благодійності»
- За багаторічну успішну та унікальну діяльність в соціальній та благодійній сфері — Товариство Червоного Хреста України (ТЧХУ)
- За особисту підтримку екологічного проєкту із відтворення «Бурштинового шляху» — Дмитро Олійник
- За створення скульптурної композиції з бурштином «Янгол добра» — родина Козаків
- За визначний внесок у збереження національної спадщини та підтримку культурних проєктів — Морган Вільямс (США)
- За визначний внесок у збереження національної спадщини та підтримку культурних проєктів — Фонд ДАР (ДААР фаундейшен (Київ, США)

Основна стаття: Національний конкурс «Благодійна Україна»

## «Благодійна Україна— 2015»

### Конкурсні номінації
1. Благодійник: компанія — великий бізнес — ПАТ КБ «ПриватБанк», серія благодійних програм і проєктів.[2]
2. Благодійник: компанія — середній бізнес — Судноремонтна компанія «Аврора» (м. Херсон), благодійна допомога військовослужбовцям ЗСУ, дислокованим на території Херсонської, Миколаївської областей та в зоні проведення АТО.[3]
3. Благодійник: малий бізнес (в тому числі фізична особа — підприємець) — Фізична особа — підприємець Шалай Олександр Віталійович (м. Ніжин, Чернігівська область), системна технічна допомога захисникам Вітчизни.[4]
4. Благодійник: фізична особа — оперна співачка Олена Гребенюк, проєкт «Дарую свій голос людям».[5]
5. Благодійник: загальноукраїнський (в тому числі міжнародний) благодійний фонд (організація) — Міжнародний благодійний фонд «Таблеточки», надання благодійної допомоги дітям, які страждають на гематологічні, онкологічні, імунологічні та інші важкі захворювання, та їх сім'ям.[1]
6. Благодійник: регіональний благодійний фонд (організація) — Благодійний фонд «Щаслива дитина» (м. Запоріжжя), допомога важкохворим дітям і дітям-сиротам Запорізької області.[6]
7. Благодійник — неурядова організація — Громадська організація «Let's do it, Ukraine!», всеукраїнська акція «Зробимо Україну чистою — 2015!».[7]
8. Благодійник: дитяча або молодіжна організація (спільнота) — Волонтерська група «AngelS» (м. Запоріжжя), системна доброчинна діяльність на  допомогу знедоленим дітям.[5]
9. Народний благодійник — визначення переможців не відбувалося.[8]
10. Благодійна акція (проєкт, програма) року — Арт-проєкт «Оскар і Рожева Пані»: привернення уваги суспільства до проблем тяжкохворих українських дітей та організації для них паліативної допомоги.[9]

### Номінації під патронатомМіністерства соціальної політики України
1. Волонтер: фізична особа — Мороз Діана Григорвна (м. Вінниця), допомога дітям-сиротам, літнім людям, онкохворим дітям.[5]
2. Волонтер: організація — Психолого-консультативний центр «Фенікс» (м. Бердичів, Житомирська обл.), програма з реабілітації та соціальної адаптації воїнів АТО і переселенців.[5]
3. Корпоративне волонтерство — Компанія SoftServe (м. Львів), Благодійний фонд «Відкриті очі»: системна допомога воїнам АТО та громаді міста Львова.[10]

### Спеціальні номінації
- Ефективне використання благодійної допомоги — Благодійна організація «Я — Волноваха» (м. Волноваха, Донецька обл.), програми і проєкти, спрямовані на покращення життя мешканців Волноваського району.[11]
- Благодійність у медіа — Соціальне ток-шоу «Місто добра», телеканал «Київ»: привернення уваги до проблем хворих та нужденних, збір коштів на їх потреби.
- Інновації в благодійності — Міжнародний благодійний фонд «Давай допоможемо», проєкт «Black Box. Благодійна вечеря».[12]
- Благодійник: допомога з-за кордону  — доктор Йозеф Циглер (Німеччина), багаторічна системна допомога медичним закладам України.

### Спеціальні відзнаки Оргкомітету
- За особисту підтримку благодійності і волонтерства в Україні — Святійший Патріарх Київський і всієї Руси-України Філарет.[13]
- Кращий благодійник у сфері освіти — Федерація учнівських організацій «Єдність» міста Біла Церква (Київська обл.).
- Кращий благодійник у сфері медицини — Благодійна організація "Всеукраїнський благодійний фонд «Єдина родина» (м. Харків).
- Кращий благодійник у сфері культури — Театрально-видовищний заклад культури «Київський національний академічний театр оперети».[14]
- Кращий благодійник у сфері соціальної роботи — Карпенко Надія Анатоліївна (м. Біла Церква, Київська обл.).
- Кращий благодійник у сфері допомоги захисникам України — Громадська організація «Eleos-Ukraine».
- За розвиток благодійності і волонтерства в Україні — Гавришева Ірина Олександрівна (посмертно).[15]
- За допомогу народу України у захисті гідності та незалежності — Громадська організація «Захист Патріотів», Фонд Вільна Україна, Канадсько-Українська Фундація, Організація Нова Українська Хвиля, ПАСЕЙК.

### Регіональні конкурси
Міськрайонний конкурс «Благодійна Бердичівщина»
- Благодійник — малий та середній бізнес — ТОВ «Агросоя-М»
- Благодійник: регіональний благодійний фонд (організація) — Благодійний фонд «Крила Фенікса — Бердичів»
- Благодійник — неурядова організація — Громадська організація «Самооборона міста Бердичева та Бердичівського району»
- Благодійник: дитяча або молодіжна організація (спільнота) — Дитячий клуб «ДоброНосики»
- Благодійна акція (проєкт, програма) року — Об'єднання активних парафіян при Всеукраїнському санктуарії Матері Божої Святого Скапулярію
- Волонтер: організація — Громадська організація «Українське об'єднання учасників бойових дій та волонтерів АТО в Житомирській області»
- Волонтер: фізична особа — Сергій Варакін
- Народний благодійник — Громада Бердичівщини

Благодійна Житомирщина
- Благодійник: компанія — великий бізнес — ПАТ «Житомирський маслозавод»
- Благодійник: компанія — середній бізнес — ТОВ «Первоцвіт — Фарм»
- Благодійник: малий бізнес (у тому числі фізична особа — підприємець) — кав'ярня «Львівська майстерня шоколаду» Житомир
- Благодійник: фізична особа — Ольга Шкулета
- Благодійник: регіональний благодійний фонд (організація) — Коростенське відділення Міжнародного благодійного фонду «Відкрите серце»
- Благодійник — неурядова організація — Громадська організація Рух «Автомайдан Житомир»
- Благодійник: дитяча або молодіжна організація (спільнота) — Житомирський Ліцей № 25, Житомирська загальноосвітня школа № 7
- Благодійна акція (проєкт, програма) року — Житомирська загальноосвітня школа № 21
- Волонтер: фізична особа — Тетяна Постолатіна
- Волонтер: організація — Благодійна організація «Разом до життя»
- Корпоративне волонтерство — ПрАТ «Фаворит Компані»
- Благодійник: допомога з-за кордону — Раїса Гудзь (Канада)
- Ефективне використання благодійної допомоги — Микола Тарасюк
- Благодійність у медіа — Житомирська регіональна дирекція Національної телекомпанії України
- Інновації в благодійності — Соціальне підприємство «Імперія свята»

Оргкомітет конкурсу «Благодійна Житомирщина» також ухвалив рішення присудити почесну відзнаку «Народний благодійник Житомирщини» особам, чия доброчинна діяльність добре відома і шанована в області — це Олена Єремійчук, Анжеліка Лабунська, Людмила Кропивницька, Василь Третяк, Олександр Рабінович, Олександр Ракович, Олександр Таргонський.
Благодійна Одещина
- Благодійник: компанія — великий бізнес — профорганізація "Перша профспілка працівників НП «Укртрансконтейнер»
- Благодійник: компанія — середній бізнес — Проєкт «Гарні Речі» (ТОВ «Віч-на-віч»)
- Благодійник: малий бізнес (у тому числі фізична особа — підприємець) — Виставка пряникових будиночків
- Благодійник: фізична особа — Пузанів В'ячеслав Валерійович
- Благодійник: регіональний благодійний фонд (організація) — Благодійний фонд допомоги дітям, що страждають на онкозахворювання, «Парус надії»
- Благодійник — неурядова організація — Громадська організація "Сімейний правопросвітницький клуб «Одеська мрія»
- Благодійник: дитяча або молодіжна організація (спільнота) — Молодіжний клуб МІКС
- Благодійна акція (проєкт, програма) року — Благодійний фонд "Міжнародна допомога «Добрий Самарянин»
- Волонтер: організація — Ананьївська районна громадська організація «Великі серця»
- Корпоративне волонтерство — Благодійний фонд «Дон Боско»
- Ефективне використання благодійної допомоги — Громадська організація «Рада громадської безпеки»
- Інновації в благодійності — Благодійна організація "Одеська міська благодійна організація допомоги дітям із синдромом Дауна «Сонячні діти»

Благодійне Прикарпаття
- Благодійник: дитяча або молодіжна організація (спільнота) — Івано-Франківський обласний ліцей-інтернат для обдарованих дітей із сільської місцевості
- Волонтер: фізична особа — Станіславський Богдан Миколайович
- Ефективне використання благодійної допомоги — Вигодський навчально-реабілітаційний центр Івано-Франківської обласної ради
- Інновації в благодійності — Благодійний фонд допомоги невиліковним хворим «Мати Тереза».
- Благодійник: регіональний благодійний фонд (організація) — Філія Всеукраїнського фонду «Деполь Україна» в м. Снятин
- Благодійник — неурядова організація — Громадська організація «За покликом серця»
- Благодійна акція (проєкт, програма) року — Калугіна Інна Юріївна, Зразковий хореографічний колектив «Опільчанка» Рогатинської районної школи естетичного виховання учнів.

Благодійна Херсонщина
- Благодійник: компанія — середній бізнес — Група підприємств ТМ «Anserglob»
- Благодійник — фізична особа — підприємець — ФОП Баркаренко Олег Георгійович
- Благодійник — фізична особа — Гузенко Віталій Вікторович
- Благодійник — регіональний благодійний фонд (організація) — Громадська організація "Об'єднання «МИ — ХЕРСОНЦІ»
- Благодійник — дитяча або молодіжна організація (спільнота) — Дитячий волонтерський загін «Милосердя» при Любимівській загальноосвітній школі І-ІІІ ступенів Іванівського району Херсонської області
- Інновації в благодійності — Херсонська обласна організація підтримки дітей з синдромом Дауна та їх сімей «Сонячні діти Херсонщини»
- Благодійник: допомога з-за кордону — Stichting Oekraine heeft hulp noding (Фонд «Україна потребує допомоги» — Нідерланди)
- Волонтер: організація — Волонтерська група «Кулінарна сотня Херсонщини», Херсонський обласний центр допомоги військовим
- Волонтер: фізична особа — Крицак Валентина Михайлівна

Благодійна Вінниччина
- Благодійник: компанія — великий бізнес — ПАТ «Вінницяобленерго»
- Благодійник: компанія — середній бізнес — Приватне підприємство «Валентина»
- Благодійник — малий бізнес — ФОП Олександр Підгорняк
- Благодійник — фізична особа — Діана Мороз
- Благодійник: регіональний благодійний фонд — Благодійний фонд «Добродар»
- Благодійник — неурядова організація — Волонтерська організація «Бойові Бджілки»
- Благодійник — дитяча або молодіжна організація (спільнота) — Навчально-виховний комплекс загальноосвітня школа І-ІІ ступенів-ліцей № 7 Вінницької міської ради
- Благодійна акція (проєкт, програма) року — Громадська організація «Відродження Вінниччини»
- Ефективне використання благодійної допомоги — Благодійна організація "Благодійний фонд «Миротворець України»
- Благодійність у медіа — Вінницька обласна громадська організація «Вінницький прес-клуб»
- Волонтер: фізична особа — Степан Сірак
- Волонтер: організація — Тульчинська сотня сприяння бійцям АТО «Волонтерська сотня Тульчинщини»
- Корпоративне волонтерство — дитячий парк «Дитяча Планета»
- Інновації в благодійності — Благодійна організація "Благодійний фонд "Центр соціалізації та реабілітації дітей з аутизмом та іншими розладами «Розвиток».

Благодійна Львівщина
- Благодійник: регіональний благодійний фонд (організація) — Львівський міський благодійний фонд «Сестри Даліли»
- Благодійник — неурядова організація — Громадська організація "Львівський мистецький центр "Зразковий вокально-хореографічний ансамбль «Веселі черевички»
- Благодійна акція (проєкт, програма) року — Ірина Снітинська
- Волонтер: організація — гурт «Галичанка» благодійного фонду «Еко-Милосердя»

## «Благодійна Україна— 2014»

### Конкурсні номінації
1. Благодійник: компанія — великий бізнес — ТОВ «Нова Пошта», проєкт «Гуманітарна пошта України».[23]
2. Благодійник: компанія — середній бізнес — ТОВ «Первоцвіт Фарм» (м. Житомир), благодійний проєкт «Аптеки для малозабезпечених».
3. Благодійник: малий бізнес (в тому числі фізична особа — підприємець) — Приватне акціонерне товариство «Сад» (с. Високе, Охтирський район, Сумська область), благодійна програма «Розвиток села — у наших руках».[24]
4. Благодійник: фізична особа — Янченко Григорій Миколайович (м. Херсон), літній інвалід-колясочник, який допомагає українській армії.[25]
5. Благодійник: загальноукраїнський (в тому числі міжнародний) благодійний фонд (організація) — Міжнародний благодійний фонд «Карітас України», Благодійна програма «Відповідь на гуманітарну кризу в України».[26]
6. Благодійник: регіональний благодійний фонд (організація) — Донецький міський благодійний фонд «Доброта», проєкт «Військово-міська благодійність».[27]
7. Благодійник — неурядова організація — Громадська організація «Міжнародний Альянс Братської Допомоги», гуманітарна допомога бійцям у зоні АТО, допомога пораненим, госпіталям.[28]
8. Благодійник: дитяча або молодіжна організація (спільнота) — Бердичівська молодіжна громадська організація «Фенікс» (Житомирська область), допомога знедоленим дітям, малозабезпеченим сім'ям, громаді міста та району.[29]
9. Народний благодійник — Народ України.
10. Благодійна акція (проєкт, програма) року — Всеукраїнський благодійний фонд «Запорука», центр для онкохворих дітей «Дача».[30]

### Спеціальні номінації
- Ефективне використання благодійної допомоги — Міжнародний благодійний фонд «Життя з надлишком», благодійна програма «Допомога кожному — перш за все!»[31]
- Благодійність у медіа — Телеканал «Перший міський» (м. Одеса), благодійний телемарафон «Врятувати Донбас».[32]
- Інновації в благодійності [33]Міжнародний благодійний фонд «Українська Біржа Благодійності» та мережа магазинів «Цитрус», благодійний проєкт «Частинка серця».[34]
- Благодійник: допомога з-за кордону:
  - Приход S.Vincenzo міста Кормано (Мілан, Італія);[34]
  - Association culturelle Franco-Ukrainienne à but humanitaire Les Joyeux Petits Souliers (Франко-Українська культурно-гуманітарна асоціація «Веселі черевички»);
  - California Association to Aid Ukraine (Товариство допомоги Україні в Каліфорнії).

### Спеціальні відзнаки Оргкомітету
- Найкращий благодійник у сфері освіти — Міжнародний благодійний імені Ярослава Мудрого фонд сприяння розвитку української національної школи;[35]
- Найкращий благодійник у сфері медицини — Івано-Франківський обласний фонд «Ти-Ангел»;[36]
- Найкращий благодійник у сфері культури — Іваницький Віталій Миколайович;
- Найкращий благодійник у сфері соціальної роботи — Благодійний фонд «Happy Paw» («Щаслива лапа»).[23]

### Регіональні конкурси
Благодійна Україна — Запорізький край:
- Благодійник — великий бізнес — компанія «Капарол Україна»
- Благодійник — середній бізнес — торговельна марка «Вітажуйки»
- Благодійна акція року — молодіжна організація «Небо без кордонів», благодійна акція «Місяць добра»
- Благодійність у медіа — телеканал «Надія», телефільм «Східний янгол»
- Благодійність у спорті — Владислав Катін
- Благодійник — регіональний благодійний фонд (організація) — Благодійний фонд «Патріот Запоріжжя»
- Благодійник — неурядова організація — Волонтерський Центр Запоріжжя та Жіноча сотня Запоріжжя

Благодійна Житомирщина:
- Благодійник: компанія — великий бізнес — Публічне акціонерне товариство «Житомирський маслозавод»
- Благодійник: компанія — середній бізнес — ТОВ «Первоцвіт Фарм»
- Благодійник: малий бізнес (у тому числі фізична особа — підприємець) — Кав'ярня «Львівська майстерня шоколаду» — Житомир
- Благодійник: фізична особа — Пухтаєвич Михайло Георгієвич
- Благодійник: загальноукраїнський (у тому числі міжнародний) благодійний фонд (організація) — Міжнародний благодійний фонд «Місія в Україну»
- Благодійник: регіональний благодійний фонд (організація) — Житомирський обласний благодійний фонд «Зігрій любов'ю дитину» та Благодійна організація "Фонд допомоги онкохворим дітям «Разом до життя»
- Благодійник — неурядова організація — Громадська організація «Вітер Надії і Любові»
- Благодійник: дитяча або молодіжна організація (спільнота) — ЗОШ № 7, ЗОШ № 17, Ліцей № 25 ім. М. О. Щорса м. Житомира та Бердичівська молодіжна громадська організація «Фенікс»
- Благодійна акція (проєкт, програма) року — Комунальний заклад «Житомирський палац культури»
- Благодійність у медіа — Житомирська обласна державна телерадіокомпанія, Перший Житомирський інформаційний портал та КП «Інформаційно-видавничий центр Житомирської міської ради»

Оргкомітет конкурсу «Благодійна Житомирщина» також вирішив присудити почесну відзнаку «Народний благодійник Житомирщини» особам, чия доброчинна діяльність добре відома і шанована в області — це Семен Галабурда, Інна Стоцька, Тетяна Постолатіна, Олена Хачатрян та Михайло Козловець.
Благодійна Буковина:
- Благодійник: малий бізнес (у тому числі фізична особа — підприємець) — підприємець Сергій Босовик
- Благодійник: фізична особа — школяр Саша Романюк
- Благодійник: регіональний благодійний фонд (організація) — Благодійний фонд «Майбутнє України»
- Благодійник — неурядова організація — «Волонтерський рух Буковини»
- Благодійна акція (проєкт, програма) року — Волонтерська громадська організація «Буковина — українському війську»
- Благодійність у медіа — газета «Буковина»
- Інновації в благодійності — ініціативна група в складі Романа Андріїшина, Андрія Берекети, Наталі Волошиної, Олени Кміти, Володимира Безерка
- Народний благодійник — громада Буковини
- Благодійник: допомога з-за кордону — Юлія Косівчук

Благодійна Львівщина:
- Благодійник — фізична особа — Волошин Юрій
- Благодійник: неурядова організація — Західноукраїнський центр «Жіночі перспективи»
- Благодійник: регіональний благодійний фонд (організація) — Благодійний фонд «Карітас Самбірсько-Дрогобицької Єпархії Української Греко-Католицької церкви»
- Благодійна акція (проєкт, програма) року — «Серце до серця»

Благодійна Херсонщина:
- Благодійник: компанія — середній бізнес — Група підприємств ТМ «Anserglob»
- Благодійник — фізична особа — Янченко Григорій Миколайович
- Благодійник — дитяча спільнота — Солонцівська загальноосвітня школа І-ІІ ступенів Олешківської районної ради Херсонської області
- Благодійник — неурядова організація — Херсонська міська громадська організація «Херсонський клуб волонтерів»
- Благодійна акція (проєкт, програма) року — Херсонський благодійний фонд «СОФІЯ»
- Благодійник — допомога з-за кордону — Приход S.Vincenzo міста Кормано (Італія, Мілан)

Благодійна Одещина:
- Регіональний благодійний фонд (організація) — Благодійний фонд «Пчелка»
- Неурядова організація — Одеська обласна організація Товариства Червоного Хреста України
- Дитяча або молодіжна організація (спільнота) — Одеське відділення ВМГО «Федерація дебатів України»
- Благодійник — фізична особа — Шаповалова Юлія Станіславівна
- Ефективне використання благодійної допомоги — Благодійна організація «Спасибо»
- Інновації в благодійності — Одеський благодійний фонд реабілітації й соціальної адаптації «Шлях до дому»

Спеціальну відзнаку «За інноваційних підхід та ефективне використання благодійної допомоги» отримали Одеський міський благодійний фонд соціальної підтримки знедолених дітей, підлітків і юнацтва «Світлий дім» та громадська організація «Молодь демократичного альянсу». Спеціальну відзнаку «За багаторічну допомогу морякам та їх родинам» отримала Благодійна організація "Фонд допомоги морякам «Ассоль».

## «Благодійна Україна— 2013»

### Конкурсні номінації
1. Благодійник: компанія — великий бізнес — ПІІ «МакДональдз Юкрейн ЛТД».[43]
2. Благодійник: компанія — середній бізнес — ПАТ "Страхова компанія «Арсенал Страхування».
3. Благодійник: малий бізнес (в тому числі фізична особа — підприємець) — підприємець Вацак Геннадій Анатолійович (м. Могилів-Подільський, Вінницька обл.).
4. Благодійник: фізична особа —Булатов Сергій Вікторович, (м. Запоріжжя).
5. Благодійник: загальноукраїнський (в тому числі міжнародний) благодійний фонд (організація) — Міжнародний благодійний фонд «Українська біржа благодійності».[44]
6. Благодійник: регіональний благодійний фонд (організація) — Благодійний фонд «Щаслива дитина» (м. Запоріжжя).
7. Благодійник — неурядова організація — Львівський обласний осередок ВГО «Українська спілка інвалідів — УСІ».
8. Благодійник: дитяча або молодіжна організація (спільнота) — Житомирська дитяча громадська організація «Все робимо самі».
9. Народний благодійник — Куксенко Андрій Олександрович, керівник Громадської Спілки ХСЦ «Новий Час» .
10. Благодійна акція року — Студенти Університету банківської справи НБУ.

### Спеціальні номінації
- Ефективне використання благодійної допомоги — Благодійний фонд допомоги невиліковно хворим «Мати Тереза» (м. Івано-Франківськ)
- Благодійність у медіа — Херсонська обласна державна телерадіокомпанія «Скіфія».
- Інновації в благодійності — Ініціативна група «Час добрих справ» (м. Одеса).

### Спеціальні відзнаки Асоціації благодійників України
- Медична служба Майдану
- Свято-Михайлівський Золотоверхий чоловічий монастир
- Мальтійська польова кухня
- 5 канал

### Регіональні конкурси
Благодійна Львівщина:
Оргкомітет Регіонального конкурсу «Благодійна Львівщина» прийняв безпрецедентне рішення — умовно нагородити всіх учасників протестного руху в рамках Євромайдану. Нагорода стане експонатами майбутнього музею символіки і досягнень Євромайдану.
Благодійна Одеса:
- Благодійна акція року — Народний різдвяний ярмарок від Благодійного Фонду «Добрий Самарянин».
- Благодійник — фізична особа — Наталя Мажарова, Вишиванковий фест Одеса.
- Благодійність у медіа — Благодійний фонд «Софія».
- Благодійник — дитяча або молодіжна організація, учнівська організація — Одеська гімназія № 7
- Благодійник — неурядова організація — Товариство Червоного Хреста України.
- Ефективне використання благодійної допомоги — Спільнота «Час добрих справ».
- Інновації в благодійності — Школа ім. Станіслава Шуминського.
- Регіональний благодійний фонд — Фонд Фурсіна, Одеська обл.

Благодійна Херсонщина:
- Благодійник: компанія — середній бізнес — ВАТ «Іксора».
- Благодійник — фізична особа-підприємець — Маркелія Еліко Русланівна.
- Благодійник — фізична особа — Фокіна Ірина Олексіївна.
- Благодійник — регіональний благодійний фонд — Олешківська міська благодійна організація «Фонд громади імені Софії Фальц-Фейн».
- Благодійник — дитяча спільнота — загін волонтерів спеціалізованої школи I—III ступенів № 52 Херсонської міської ради «Нащадки Перемоги».
- Благодійник — молодіжна спільнота — студентський волонтерський центр «Власний вибір» при Херсонському державному університеті.
- Благодійність у медіа — соціальний проєкт «Подаруй світло» Херсонської обласної державної телерадіокомпанії «Скіфія».

## «Благодійна Україна— 2012»

### Конкурсні номінації
1. Благодійник: компанія — великий бізнес — Ернст енд Янг.[48]
2. Благодійник: компанія — середній бізнес — Товариство з обмеженою відповідальністю «Екон» (м. Донецьк).
3. Благодійник: малий бізнес (в тому числі фізична особа — підприємець) — ТРК ЮНІОН.[49]
4. Благодійник: фізична особа — Олеш Віра Богданівна (м. Соснівка, Львівська обл.).
5. Благодійник: загальноукраїнський (в тому числі міжнародний) благодійний фонд (організація) — Всеукраїнський Благодійний Фонд «Соціальне партнерство».[50]
6. Благодійник: регіональний благодійний фонд (організація) — Благодійний Фонд «Карітас Коломийсько-Чернівецької єпархії УГКЦ».[51]
7. Благодійник — неурядова організація — Громадський рух «Віра, Надія, Любов» (м. Одеса).
8. Благодійник: дитяча або молодіжна організація (спільнота) — Асоціація шкільних організацій учнівського самоврядування «Нове покоління» (м. Харків).
9. Народний благодійник — Владика Лонгин, Єпископ Банченський.[52]
10. Благодійна акція року — Студенти Університету банківської справи НБУ.[53]

### Спеціальні номінації
- Благодійність у медіа — Хіт FM.[54]
- Інновації в благодійності — Оркестр Львівського національного академічного українського драматичного театру імені Марії Заньковецької (м. Львів).[55]

### Спеціальні відзнаки Оргкомітету
- Благодійний фонд допомоги онкохворим дітям «Краб».[56]
- Тупілко Віктор Петрович, голова Всеукраїнської громадської організації інвалідів «Чорнобиль — Допомога» (м. Донецьк).
- Міжнародний жіночий клуб Києва.

### Регіональні конкурси
Благодійна Львівщина:
- Благодійник: дитяча або молодіжна організація (спільнота) — Молодіжна громадська організація «Академія Української Молоді».
- Благодійник: компанія — середній бізнес — Комплекс водних видів спорту «Аквапарк Пляж».
- Благодійник: благодійний фонд (організація) — Благодійний фонд «Світ дитини».
- Благодійник — неурядова організація — Ініціативна благодійна група «Відкриваємо серця».
- Благодійник: фізична особа — Надія Гулядик.[58]
- Благодійна акція року — «Українські книжки — сільським бібліотекам» (ГО «Форум видавців»).
- Інновації в благодійності — Благодійний проєкт «Я не один».

Благодійна Одещина:
- Благодійник: компанія — великий бізнес — ТОВ НПП «ТЕНЕТ».
- Благодійник: молодіжна організація — ВМГО «Молодь Демократичного Альянсу».
- Благодійник: неурядова організація — ОД «Віра, Надія, Любов».
- Благодійна акція року — ВАТ «Інтерхім».
- Благодійник: регіональний благодійний фонд — БО «Дон Боско».
- Ефективне використання благодійної допомоги — БО "Фонд допомоги морякам «Ассоль».

Благодійна Херсонщина:
- Благодійник компанія — малий бізнес — Web-студія WEZOM.
- Благодійник компанія — середній бізнес — Приватне підприємство «Nicolas».
- Благодійність у медіа — ПП "Телерадіокомпанія «ВТВ плюс».
- Благодійник: неурядова організація — Херсонська міська громадська організація "Жіночий клуб «Ініціатива».
- Благодійник: регіональний благодійний фонд — Херсонський обласний благодійний фонд «Захист».
- Благодійна акція року — ТОВ «Телерадіокомпанія Херсон плюс».